# 马氏须鲸属
马氏须鲸属（学名：Marzanoptera）是须鲸科下的一个属。

## 下属物种
本属包括以下物种：
- 泰西拉马氏须鲸 Marzanoptera tersillae Bisconti et al., 2021